# Buket Rumiya (Idi Tunong)
Buket Rumiya is een bestuurslaag in het regentschap Aceh Timur van de provincie Atjeh, Indonesië. Buket Rumiya telt 217 inwoners (volkstelling 2010).